# برج خور
برج خور دوبی یا دوبی کریک (به انگلیسی: Dubai Creek Tower), یک برج در حال ساخت دیدبانی واقع در دبی، امارات متحده عربی می‌باشد. ساخت و ساز این ساختمان اکتبر ۲۰۱۶ شروع شده‌است. معمار این بنا سانتیاگو کالاتراوا است. ارتفاع آن حداقل ۹۲۸ متر (۳٬۰۴۵ فوت) و هزینه اولیه آن، ۳٫۶۷ میلیارد درهم (۱ میلیارد دلار) است و انتظار می‌رفت این برج در کمترین زمان ممکن در سال ۲۰۲۱ تکمیل شود، اما تاریخ تکمیل آن مشخص نیست، زیرا تا کنون، این برج به دلیل همه‌گیری COVID-19 در حالت تعلیق است. سرانجام در سال ۲۰۲۳ اعلام شد که این آسمان خراش قرار است دوباره طراحی شود و ساخت و ساز تا سال آینده ادامه خواهد یافت. این برج در ابتدا به نام برج بندرگاه کریک دوبی شناخته می شد.

#### مفهوم
آورکان، شرکت مهندسی که بر روی این پروژه کار می‌کند، اظهار داشت که بلندترین برج جدید دبی در شب یک «فانوس نور» از اوج خود منتشر می‌کند. بر اساس بیانیه شرکت مهندسی آورکان که با معمار اسپانیایی سانتیاگو کالاتراوا در حال کار است، در بالای آن یک جوانه بیضی شکل قرار خواهد گرفت که شامل ده سکوی مشاهده است، از جمله اتاق اوج، که منظره ای ۳۶۰ درجه از شهر ارائه می‌دهد. پروژه. آدریان جونز، مدیر پروژه آورکان برای برج، گفت: «برج مهارت آورکانرا آزمایش می‌کند، زیرا ما نقش خود را در ایجاد نشانی بر بافت ساخته شده بشر بازی می‌کنیم.» این یک امتیاز مطلق است که سانتیاگو کالاتراوا و املاک اعمار برای کار روی این پروژه به من اعتماد کنند و ما یک تیم ستاره‌ای را برای اجرای این ایده گرد هم آورده‌ایم. این طرح شامل یک شبکه متمایز از کابل‌های فولادی است که به یک هسته بتن مسلح مرکزی که به آسمان می‌رسد متصل می‌شود. محمد الاببر، رئیس املاک اعمار، پروژه جدید را به عنوان یک «بنای تاریخی زیبا» توصیف کرد که قرار است به اموالی که توسط این شرکت در امتداد نهر شهر توسعه می‌یابد، ارزش بیافزاید. «برج باریک خواهد بود و تصویر یک مناره را تداعی می‌کند و با کابل‌های محکم به زمین متصل می‌شود. در ۱۵ ژانویه ۲۰۱۷، یک مدل اصلاح شده از طرح اصلی در مرکز فروش مجتمع به نمایش گذاشته شد. ارتفاع عرشه مشاهده و تعداد طبقه افزایش یافت. در فوریه ۲۰۱۷، رندری از برج ظاهر شد که آن را به عنوان ساختمانی که توسط کابل‌ها پشتیبانی می‌شود نشان می‌داد. همچنین در مقاله ای اعلام شد که نام برج کریک تاور خواهد بود.

#### ساخت و ساز
در اکتبر ۲۰۱۶، محمد بن راشد آل مکتوم در مقدماتی برای برج شرکت کرد که ساخت برج با برنامه‌ریزی برای افتتاح در سال ۲۰۲۵ آغاز شد. ویدئویی که ساخت و ساز را نشان می‌دهد تا کنون در اوت ۲۰۱۷ منتشر شد. در ماه مه ۲۰۱۸، شش سازه، شرکت تابعه بسیکس، پایه‌های برج را تکمیل کرد. ساخت قسمت اصلی برج پس از تکمیل پایه‌ها آغاز نشد. از ژوئیه ۲۰۱۹، روند مناقصه برای اعطای قرارداد ساخت و ساز برای این پروژه همچنان ادامه داشت. در ۴ آوریل ۲۰۲۰، اعمار، توسعه‌دهنده برج و منطقه اطراف، ساخت و ساز را به‌دلیل همه‌گیری COVID-19 به‌طور موقت متوقف کرد. در آن زمان تقریباً دو سال بود که هیچ فعالیت ساختمانی در سایت برج نهر دبی انجام نشده بود. همه اشاره‌ها و رندرهای این برج در مقطعی در ماه ژوئیه یا اوت ۲۰۲۰ از وب‌سایت پروژه حذف شد. از ۷ دسامبر ۲۰۲۰، تعلیق ساخت و ساز به‌طور نامحدود اعلام شد تا زمانی که دولت اجازه دهد پس از کنترل همه گیر، کار از سر گرفته شود.

محل در دبی